# Mistrovství Evropy v basketbalu žen 2025
40. mistrovství Evropy v basketbalu žen se konalo ve dnech 18.–29. června 2025 v Česku, Německu, Řecku a Itálii. Hlavním pořadatelem bylo Řecko, kde se odehrály i finálové zápasy. V Česku se zápasy jedné ze základních skupin uskutečnily v Brně.

## Soupiska českého týmu
| Basketbalová reprezentace žen České republiky na Mistrovství Evropy 2025 |                        |                 |                 |                 |                    |
| Č.                                                                       | hráčka                 | rok narození    | výška           | pozice          | klub               |
| 1                                                                        | Kateřina Zeithammerová | 2002            | 162 cm          | rozehrávačka    | Žabiny Brno        |
| 2                                                                        | Julie Pospíšilová      | 1999            | 183 cm          | křídelnice      | BLMA               |
| 4                                                                        | Gabriela Andělová      | 1996            | 173 cm          | rozehrávačka    | Baloncesto Leganes |
| 5                                                                        | Natálie Stoupalová     | 1998            | 188 cm          | pivotka         | VBW Gdynia         |
| 7                                                                        | Alena Hanušová         | 1991            | 190 cm          | pivotka         | DSK Brandýs        |
| 8                                                                        | Veronika Voráčková     | 1999            | 187 cm          | křídelnice      | Basket Zaragoza    |
| 10                                                                       | Eliška Hamzová         | 2001            | 182 cm          | rozehrávačka    | Žabiny Brno        |
| 11                                                                       | Anežka Kopecká         | 2000            | 181 cm          | pivotka         | KP TANY Brno       |
| 12                                                                       | Tereza Vyoralová       | 1994            | 176 cm          | křídelnice      | ZVVZ USK Praha     |
| 13                                                                       | Petra Holešínská       | 1997            | 178 cm          | křídelnice      | Emlak Konut SK     |
| 22                                                                       | Emma Čechová           | 2004            | 194 cm          | pivotka         | ZVVZ USK Praha     |
| 44                                                                       | Julia Reisingerová     | 1998            | 194 cm          | pivotka         | PEAC-Pécs          |
| Realizační tým                                                           |                        |                 |                 |                 |                    |
| Trenérka                                                                 | Trenérka               | Romana Ptáčková | Romana Ptáčková | Romana Ptáčková | Romana Ptáčková    |
| Asistent trenérky                                                        | Asistent trenérky      | Petr Treml      | Petr Treml      | Petr Treml      | Petr Treml         |

## Konečné pořadí
| Pořadí           | Tým                |
| ---------------- | ------------------ |
| Zlatá medaile    | Belgie             |
| Stříbrná medaile | Španělsko          |
| Bronzová medaile | Itálie             |
| 4.               | Francie            |
| 5.               | Německo            |
| 6.               | Česko              |
| 7.               | Turecko            |
| 8.               | Litva              |
| 9.               | Slovinsko          |
| 10.              | Švédsko            |
| 11.              | Řecko              |
| 12.              | Portugalsko        |
| 13.              | Srbsko             |
| 14.              | Spojené království |
| 15.              | Černá Hora         |
| 16.              | Švýcarsko          |